# Quinn K. Redeker
Quinn K. Redeker, né le 2 mai 1936 à Woodstock (Illinois) et mort le 20 décembre 2022 à Camarillo, est un acteur et scénariste américain.

## Biographie
Quinn Redeker est surtout connu pour ses rôles dans des feuilletons télévisés de type soap opera, comme Les Feux de l'amour ou Des jours et des vies, mais il a aussi joué au cinéma et participé au scénario de Voyage au bout de l'enfer.

## Filmographie

### scénariste
- 1978 : Voyage au bout de l'enfer de Michael Cimino
- 2002 : Two Birds with One Stallone de Bret Carr
- 2003 : The Gospel of Lou de Bret Carr
- 2006 : RevoLOUtion: The Transformation of Lou Benedetti (en) de Bret Carr

### acteur (cinéma)
- 1961 : The Marriage-Go-Round de Walter Lang (non crédité)
- 1962 : Les Trois Stooges contre Hercule de Edward Bernds : Schuyler Davis
- 1967 : Spider Baby (en) de Jack Hill : Peter Howe
- 1970 : Airport de George Seaton : John Reindel
- 1970 : The Christine Jorgensen Story (en) de Irving Rapper : Tom Crawford
- 1974 : Le Mystère Andromède de Robert Wise : Capitaine Morris
- 1972 : Votez Mc Kay de Michael Ritchie : Rick Jenkin
- 1972 : The Limit de Yaphet Kotto : Jeff McMillan
- 1973 : Le Pénitencier (en) de Jonathan Kaplan : un gardien
- 1974 : Le Flic se rebiffe de Burt Lancaster et Roland Kibbee : Swanson
- 1975 : Enfin l'amour de Peter Bogdanovich : l'ami de Kitty
- 1977 : Le Toboggan de la mort de James Goldstone : un propriétaire
- 1979 : Le Cavalier électrique de Sydney Pollack : Bud Broderick
- 1980 : Coast to Coast de Joseph Sargent : Benjamin Levrington
- 1980 : Des gens comme les autres de Robert Redford : le concierge
- 1980 : Where the Buffalo Roam de Art Linson : le pilote
- 2000 : Warpath de Peter Maris
- 2003 : An American Reunion de Jim Fitzpatrick : Grayman, l'entraîneur
- 2006 : Sweet Deadly Dreams de Walter Stewart : Blaisdale
- 2008 : For Heaven's Sake (en) de Nat Christian : Professeur Harris
- 2009 : Le Confessionnal de James Anthony Cotton : le père Mills
- 2012 : Miracle en Alaska de Ken Kwapis : le président Reagan

### Acteur (télévision)
- 1959 : Lock Up (Série TV)
- 1960 : Dan Raven (Série TV) : Perry Levitt
- 1960 : Remous (Série TV) : Joey / USCG Lt. Bob Camp
- 1962 : Alcoa Premiere (en) (Série TV) : Detective Ravoli
- 1962-1969 : Le Virginien (The Virginian) (Série TV) : Daniel Kroeger / Benjy Davis / C.J.
- 1963 : Bonanza (Série TV) : Rollie
- 1963 : Laramie (Série TV) : Jack Lewis
- 1963 : La route des rodéos (Wide Country) (Série TV) : Detective John Kelso
- 1964 : The Third Man (Série TV)
- 1966 : The Hero (Série TV) : Mike
- 1966 : The Loner (Série TV) : Matt Stuart
- 1967 : Match contre la vie (Run For Your Life) (Série TV) : Dr. Ed Gilray
- 1968 : L'Homme de fer (Ironside) (Série TV) : Paul Fulham
- 1968 : Mannix (Série TV) : Jim Dancy
- 1968 : That Girl (Série TV) : Buzz Cavanaugh
- 1969 : The Outsider (Série TV) : Harve
- 1969 : Mayberry R.F.D. (Série TV) : Barry
- 1970 : The Most Deadly Game (Série TV) : Randall
- 1970 : Cent filles à marier (Here Come the Brides) (Série TV) : Tom
- 1972 : Pursuit (Téléfilm) : Capitaine Morrison
- 1972 : Auto-patrouille (Adam-12) (Série TV) : Officier Charlie Burnside
- 1972-1973 : Sur la piste du crime (The F.BI.) (Série TV) : Dave Robinson
- 1973 : Le Magicien (The Magician) (Série TV) : Dr. Sebring
- 1973 : The New Perry Mason (Série TV) : Roy Travis
- 1973 et 1976 : Cannon (Série TV) : Dirk Coleman / Sergent Wilson
- 1974 : Docteur Marcus Welby (Marcus Welby M.D.) (Série TV) : Juge Wilsdon
- 1974 : Get Christie Love! (Série TV) :  Lester Wheeler
- 1974 : Toma (Série TV)
- 1974 : Houston, We've Got a Problem (Téléfilm) : Jack Lousma
- 1974 et 1976 : Kojak (Série TV) : Neff / Lou Carver
- 1974-1977 : L'Homme qui valait trois milliards (The Six Million Dollar Man) (Série TV) : Capcom / Calvin Billings / Bob Masters / Frank
- 1974-1978 : Barnaby Jones (Série TV) : Jeffrey Allan McClaine / Vincent Lewiston / Ben Kingston / Vic Chambers
- 1975 : The Law (Série TV) : Pratt
- 1975 : The Bob Newhart Show (Série TV) : Dr. Dalton
- 1975 et 1979 : Starsky et Hutch (Série TV) : Dr. Melford / Chef Police Reasonor
- 1976 : Le Nouvel Homme invisible (Gemini Man) (Série TV) : Vince Rogers / Brighton
- 1976 : Harry O (Série TV) : Harrison Bremmer
- 1976 : The Practice (Série TV) : Lindsey
- 1977 : Deux cent dollars plus les frais (The Rockford Files) (Série TV) : Gordon Borchers
- 1977 : The Love Boat II (Téléfilm) : Capitaine Madison
- 1977 : Police Story (Série TV) : Dave Gaynor
- 1977 : The Hunted Lady (Téléfilm) : Max Devine
- 1979 : Ebony, Ivory and Jade (Téléfilm) : Johnson
- 1981-1987 : Des jours et des vies (Days Of Our Lives) (Série TV) : Alex Marshall
- 1983 : L'Île fantastique (Fantasy Island) (Série TV) : Rick Skylar
- 1986 : Les deux font la paire (Scarecrow and Mrs. King) (Série TV) : Capt. Curt Weller
- 1988-2004 : Les Feux de l'amour (The Young and The Restless) : Rex Sterling / Brian Romalotti
- 2000 : The Michael Richards Show (Série TV) : Un acteur
- 2003 : Return to the Batcave: The Misadventures of Adam and Burt (Téléfilm) : Vincent Price
- 2003 : Les Experts : Miami (CSI: Miami) (Série TV) : Herb Rines
- 2005 : Supernatural (Téléfilm) : Stedman Goebal
- 2007 : Un grand-père pour Noël (A Grandpa For Christmas) (Téléfilm) : Jack Fast
- 2009 : Le Carnet des regrets (Bound by a Secret) (Téléfilm) : Maury
- 2012 : La Loi selon Harry (Harry's Law) (Série TV) : Un officier du SWAT

## Nominations
Pour la collaboration à l'histoire originale à l'origine du scénario de Voyage au bout de l'enfer
- Oscars du cinéma 1979 : Oscar du meilleur scénario original
- Writers Guild of America Award 1979 : Meilleur scénario original